# شیلوفسکایا (شهرستان ولسکی، استان آرخانگلسک)
شیلوفسکایا (به لاتین: Shilovskaya) یک منطقهٔ مسکونی در روسیه است که در استان آرخانگلسک واقع شده‌است.